# 85-мм артиллерийская установка 92-К
92-К — корабельная двухорудийная башня с орудиями 85 мм. Она создана на базе орудия 90-К.

## История создания
Корабельная артиллерийская установка 92-К является башней с двумя 85 мм орудиями, она была создана на орудийном заводе номер 8 в 1942, в результате модернизации артиллерийской установки 39-К с использованием орудия 90-К. Артиллерийская установка 92-К продолжала изготавливаться на этом заводе с 1942 года по 1949, после чего производство было передано на завод номер 92. Эта артиллерия была принята на вооружение только 11 декабря 1946 года.
Подача боеприпасов из артиллерийского погреба производилось при помощи элеваторов в подбашенное отделение, а из подбашенного отделения снаряды подавались вручную. Боевой расчёт состоял из 13 человек. Такая установка монтировалась на эскадренных миноносцах проекта 30, 30-К, 30-бис и других кораблях. На февраль 2022 года, такая установка находилась в филиале Центрального военно-морского музея «Кронштадтская крепость» в городе Кронштадт.